# Cristaxi
Cristaxi este una dintre principalele companii de taximetrie din București.
Cifra de afaceri în 2005: 4,6 milioane euro